# Pedro Zaballa
Pedro Zaballa Barquín, noto anche come Peru Zaballa (Castro Urdiales, 29 luglio 1938 – Oviedo, 4 giugno 1997), è stato un calciatore spagnolo, di ruolo attaccante.

## Carriera

### Giocatore

#### Club
Formatosi calcisticamente nel Castro Fútbol Club, mosse i primi passi come professionista con il Torrelavega ed il Rayo Cantabria. Nel 1958 passò al Racing Santander, per poi consacrarsi definitivamente con il Barcellona, in cui militò dal 1961 al 1967; in particolare, il 12 gennaio 1964 mise a segno contro il Valencia il 2000º gol del club blaugrana. 
Nel 1967 si trasferì al Sabadell, rimanendovi fino al 1970 e mettendo a segno il primo gol del club nelle coppe europee. Inoltre durante la militanza con il Sabadell si rese protagonista di un nobile gesto di fair play: il 2 novembre 1969, nel corso dell'incontro di campionato contro il Real Madrid, pur avendo una chiara occasione da gol scelse di buttare fuori il pallone per consentire le cure mediche al portiere avversario Andrés Junquera, infortunatosi in un'azione precedente; per tale gesto gli venne conferito a Parigi dall'UNESCO un premio alla sportività.

#### Nazionale
Nell'unico incontro disputato con la Nazionale di calcio della Spagna nel 1964 contro l'Irlanda (valido per la qualificazione al campionato d'Europa 1964) segnò 2 gol.

## Palmarès

### Competizioni nazionali
- Coppa di Spagna: 1

Barcellona: 1962-1963

### Competizioni internazionali
- Coppa delle Fiere: 1

Barcellona: 1965-1966